# 锌中毒
锌中毒（英語：zinc poisoning）是指人类因食饮时不注意使身体内含锌量过多而导致的中毒。多半是由于经常使用镀锌的器皿来盛放食饮品而使得器皿中的锌溶入食饮中。如果清凉的饮料长时间的置于镀锌的器皿中，锌面会以有机酸盐的形式溶入饮料中；如果在镀锌的器皿中搅拌凉菜时使用了酸性较高的醋同时也可以使锌面以有机酸盐的形式溶入食品中。病人食用后会在半小时之内感觉到腹痛、恶心，导致持续性的呕吐、头晕并且乏力。欲防治锌中毒可改用陶瓷容器来代替含锌容器。